# 马纳瓦尔
马纳瓦尔（Manawar），是印度中央邦Dhar县的一个城镇。总人口25460（2001年）。

## 人口
该地2001年总人口25460人，其中男性13141人，女性12319人；0—6岁人口3905人，其中男2029人，女1876人；识字率59.23%，其中男性为65.92%，女性为52.09%。